# أليخاندرا دورادو
أليخاندرا دورادو (بالإسبانية: Alejandra Dorado)‏ هي مصممة أزياء وفنانة ورسامة ومصممة جرافيك بوليفية، ولدت في 24 سبتمبر 1969.